# Сан Хосе де Майо
Сан Хосе де Майо (на испански: San José de Mayo) е град с надморска височина 51 метра, административен център на департамента Сан Хосе, Уругвай. Населението на града е 36 339 души (2004).